# أمانة والي
أمانة والي (1958 -)، ممثلة سورية. كانت ضمن أول دفعة تضم فتيات يتخرجن من المعهد العالي للفنون المسرحية عام 1981 إلى جانب وفاء موصللي وإنجي اليوسف.

## حياتها الأسرية
ولدت لأب سوري وأم مصرية. تزوجت ثلاث مرات من زوجها الأول انجبت ابنتها. ثم تزوجت من المخرج يوسف رزق وانجبا ابنهما الممثل «سليمان رزق». كما تزوجت من الموسيقي غزوان الزركلي واستمر زواجهما فقط 4 أشهر.

## أعمالها الفنية

### في السينما
سحاب 1992

### في التلفزيون
- عودة عصويد
- وردة لخريف العمر
- امرأة لا تعرف اليأس (مسلسل)
- مخالب الياسمين (دور البطولة)
- رقصه الحبارى
- درب التبان
- زمن البرغوت
- الخط الأحمر
- رياح الخماسين
- عيلة خمس نجوم
- دنيا
- النجاة غرقا
- اختفاء رجل
- نساء بلا أجنحة
- شبكة العنكبوت
- ليل المسافرين
- امرأة مع القانون
- لك يا شام
- المجهول
- ألو جميل ألو هناء
- عصي الدمع
- ممرات ضيقة
- الدبور(2010)
- أسعد الوراق (2010)
- تخت شرقي (2010)
- ساعة الصفر (2010)
- ما ملكت أيمانكم(2010)
- الخط الأحمر (حاجز الصمت)
- ممرات ضيقة (عرض أول 2008) لكنه إنتاج 2007
- رياح الخماسين، مع المخرج هشام شربتجي
- سفر الحجارة (من إخراج: يوسف رزق) وتلعب فيه دور امرأة يهودية كبيرة بالسن متعاطفة مع الفلسطينيين.
- قاع المدينة (من إخراج: سمير حسين)
- أسعد الوراق تأليف هوزان عكو، وإخراج رشا شربتجي.
- تخت شرقي من تأليف يم مشهدي وإخراج رشا شربتجي.
- ساعة الصفر مع المخرج يوسف رزق تأليف مازن طه.
- عناية مشددة.
- ولاد بديعة.

## روابط خارجية
- أمانة والي على موقع قاعدة بيانات الأفلام العربية